# Kalkskinn
Kalkskinn (Exidiopsis calcea) är en svampart som först beskrevs av Christiaan Hendrik Persoon, och fick sitt nu gällande namn av K. Wells 1962. Enligt Catalogue of Life ingår Kalkskinn i släktet Exidiopsis,  och familjen Auriculariaceae, men enligt Dyntaxa är tillhörigheten istället släktet Exidiopsis,  och familjen Exidiaceae. Arten är reproducerande i Sverige. Inga underarter finns listade i Catalogue of Life.